# Distrito electoral federal 7 de Sonora

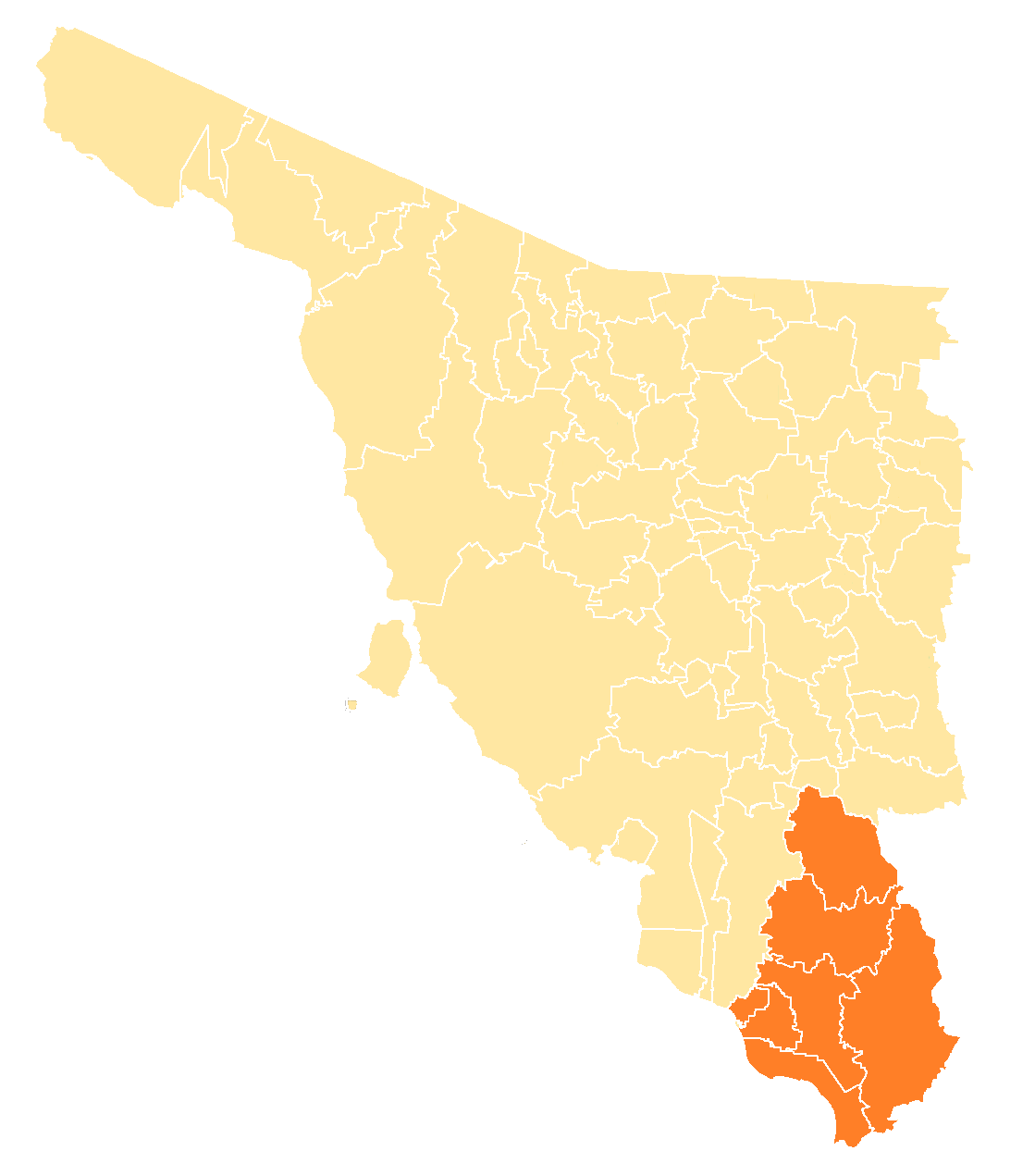
Mapa de los municipios que componen el Séptimo Distrito Electoral Federal de Sonora.

El VII Distrito Electoral Federal de Sonora es uno de los 300 distritos electorales en los que se encuentra dividido el territorio de México y uno de los 7 en los que se divide el estado de Sonora. Su cabecera es la ciudad de Navojoa.
Está localizado en el extremo sur del estado, y desde el proceso de redistritación llevado a cabo en 2005 lo forman los municipios de Álamos, Etchojoa, Huatabampo, Navojoa, Quiriego, Rosario y Benito Juárez.

## Distritaciones anteriores

### Distritación 1996 - 2005
Entre 1996 y 2005 su territorio era idéntico con la excepción de que no formaba parte del distrito el municipio de Rosario.

## Diputados por el distrito
- LI Legislatura
  - (1979 - 1982): Carlos Amaya Rivera
- LII Legislatura
  - (1982 - 1988): Ramiro Valdez Fontes
- LIV Legislatura
  - (1988 - 1991): Ramiro Valdez Fontes
- LV Legislatura
  - (1991 - 1994): Miguel Ángel Murillo Aispuro
- LVI Legislatura
  - (1994 - 1997): Juan Leyva Mendivil
- LVII Legislatura
  - (1997 - 2000): Luis Meneses Murillo
- LVIII Legislatura
  - (2000 - 2003): Arturo León Lerma
- LIX Legislatura
  - (2003 - 2006): Guadalupe Mendivil Morales
- LX Legislatura
  - (2006 - 2009): Gustavo Mendivil Amparán
- LXI Legislatura
  - (2009 - 2012): Onésimo Mariscales Delgadillo
- LXII Legislatura
  - (2012 - 2015): Máximo Othón Zayas
- LXIII Legislatura
  - (2015 - 2018): Próspero Manuel Ibarra Otero

## Resultados electorales

### 2015
|  | 38.74 % |

|  | 45.36 % |

|  | 5.49 % |

|  | 0.74 % |

|  | 0.87 % |

|  | 2.93 % |

|  | 2.11 % |

|  | 0.24 % |

|  | 0.60 % |

|  | 0.02 % |

|  | 2.90 % |

|  | 100.00 % |

### 2012
|  | 41.83 % |

|  | 31.48 % |

|  | 14.60 % |

|  | 01.62 % |

|  | 02.55 % |

|  | 00.03 % |

|  | 07.16 % |

|  | 100.0 % |

### 2009
|  | 40.38 % |

|  | 40.41 % |

|  | 9.32 % |

|  | 2.81 % |

|  | 1.89 % |

|  | 0.25 % |

|  | 0.33 % |

|  | 0.03 % |

|  | 4.58 % |

|  | 100.00 % |